# أنو تيمدوين
أنو تيمدوين هو عبارة عن كهف كارستي بجبال تيزي نكويلال الواقعة بولاية تيزي وزو، في الجزء الشمالي من سلسلة جبال جرجرة في الجزائر.